# Vesicularia immutata
Vesicularia immutata är en bladmossart som beskrevs av Hugh Neville Dixon 1934. Vesicularia immutata ingår i släktet Vesicularia och familjen Hypnaceae. Inga underarter finns listade i Catalogue of Life.